# 27412 Teague
27412 Teague (tên chỉ định: 2000 EY137) là một tiểu hành tinh vành đai chính. Nó được phát hiện bởi Richard E. Hill thông qua Catalina Sky Survey ngày 10 tháng 3 năm 2000. Nó được đặt theo tên Thomas Teague.